# キサノメリン・トロスピウム
キサノメリン・トロスピウムは、キサノメリンとトロスピウムの合剤でブリストル・マイヤーズ スクイブの完全子会社であるカルナ・セラピューティクスにより開発された、統合失調症の治療薬。単独療法および補助療法の両方の形態で第3相臨床試験が行われ、2024年9月26日、FDAにより「統合失調症」の適応で承認され、統合失調症の治療薬としてはクロルプロマジン以来70年ぶりの新しい作用機序の薬となった。開発時の名称は「KarXT」、アメリカでの商品名は｢Cobenfy」。

## 概要
キサノメリンはムスカリン受容体(M4およびM1受容体)のアゴニストであり、中枢神経系に容易に移行し、脳の受容体を刺激する。トロスピウムは、血液脳関門を通過できないため、中枢神経系に移行せず、キサノメリンに関連する末梢の副作用を軽減する非選択的ムスカリン受容体拮抗薬として作用する。第2相臨床試験、第3相臨床試験ともに主要評価項目を達成し、第2相臨床試験結果は「The New England Journal of Medicine」に、第3相臨床試験結果は「The Lancet」にそれぞれ掲載された。カルナ・セラピューティクスは2023年11月29日、FDAが正式に審査を開始し、審査終了目標日（PDUFA date）が2024年9月26日に定められたと発表した。2024年9月26日承認された。統合失調症の治療薬である抗精神病薬は1952年に実用化されたクロルプロマジン以降、ドーパミン受容体及びセロトニン受容体をターゲットにするもののみであるため、コベンフィ（KarXT）は、70年ぶりの新しい作用機序による抗精神病薬となった。承認を受けて「ネーチャーレビュー」は統合失調症の治療領域が始めて拡大したと評価した。

## 作用機序
前臨床試験の結果は、キサノメリンの主な作用機序は主に中枢神経のムスカリン受容体（ M4 および M1） への刺激によるものとする仮説を裏付けている。 M4ムスカリン受容体は、運動計画、行動計画、意思決定などに関連する。M1ムスカリン受容体は大脳皮質領域で最も高度に発現しており、言語、記憶、推論、思考、学習、意思決定、感情、知性、人格などの高次のプロセスを制御している。ドーパミンD2およびセロトニン5HT2Aを直接遮断する抗精神病薬とは異なり、ムスカリンM4およびM1への刺激は、統合失調症やアルツハイマー病などの疾患の症状に関与するドーパミン作動性およびグルタミン酸作動性回路のバランスを間接的に調整する。
無作為化二重盲検プラセボ対照第III相試験「EMERGENT-2試験」の結果を報告したランセット誌上で著者は、「今回の結果は、KarXTがD2ドパミン受容体遮断のメカニズムを有する現在のすべての抗精神病薬とは異なる、ムスカリン受容体の活性化に基づく有効かつ忍容性の高い、新たなクラスの抗精神病薬となる可能性を裏付けるものであった」とまとめている。

## 歴史
キサノメリンは、アルツハイマー病の認知機能低下を遅らせることを目的として、イーライリリーとノボ ノルディスクにより共同で開発された。臨床試験第2相の結果では、精神症状とアルツハイマー型認知症の認知機能の改善を認めた 。治療抵抗性統合失調症患者を対象とした追跡プラセボ対照研究では、同様の抗精神病活性がキサノメリンで観察された。しかし、コリン作動性受容体媒介の副作用により、キサノメリンは第2相臨床試験で中断となった。2012年にキサノメリンはカルナ・セラピューティクスにライセンス供与され、その後 KarXTはキサノメリンにトロスピウムを添加した合剤として作成された。トロスピウムは、キサノメリンの副作用を改善する中枢移行性のない非選択的ムスカリン受容体遮断薬である。2021年、第2相臨床試験において、KarXT主要評価項目を達成した 。2023年3月、カルナ・セラピューティクスは、KarXTの第3相試験であるEMERGENT-3で主要評価項目を達成し、FDAの承認を申請中であると発表した。
2023年11月29日、カルナ・セラピューティクスはFDAが正式に審査を開始し、審査終了目標日（PDUFA date）が2024年9月26日に定められたとと発表した。
2023年12月22日、同じくアメリカのボストンに本社を置く製薬会社である「ブリストル・マイヤーズ スクイブ」がKarXTを開発しているカルナ・セラピューティクスを140億ドル（当時レートで約1兆9900億円）で買収すると発表。
2024年3月18日、ブリストル・マイヤーズ スクイブがカルナ・セラピューティクスの買収を完了したと発表。
2024年4月3日、ブリストル・マイヤーズ スクイブは長期投与試験（EMERGENT-4試験、EMERGENT-5試験）の中間解析の結果を報告した。

### 年表
- 2021年
  - 2月25日：第2相臨床試験結果が「ニューイングランド・ジャーナル・オブ・メディシン」に掲載[3]。
- 2023年
  - 11月29日：FDAに対して承認申請[21]。PDUFA dateは2024年9月26日[21]。
  - 12月14日：第3相臨床試験（EMERGENT-2試験）の結果が「ランセット」に掲載[4]。
  - 12月22日：「ブリストル・マイヤーズ スクイブ」が「カルナ・セラピューティクス」を140億ドルで買収すると発表[22][23]。
- 2024年
  - 3月18日：ブリストル・マイヤーズ スクイブによるカルナ・セラピューティクスの買収完了[18]。カルナ・セラピューティクスは完全子会社となった[18]。
  - 4月3日：国際統合失調症学会で長期服用試験（EMERGENT-4試験、EMERGENT-5試験）の中間解析の結果が報告された[19][20]。
  - 5月1日：第3相臨床試験（EMERGENT-3試験）の結果が「JAMA Psychiatry」に掲載[24]。
  - 9月26日:FDAが「Cobenfy」の名称で承認[1]。
  - 10月29日:Psych Congress 2024で長期服用試験（EMERGENT-4試験、EMERGENT-5試験）のトップラインデータが発表された[25]。
- 2025年
  - 4月22日：ブリストル・マイヤーズ スクイブが補助療法としての第Ⅲ相臨床試験において主要評価項目を達成できなかったと発表[26]。

## 臨床試験

### 第1b相臨床試験
第1b相臨床試験の主要評価項目は、KarXTの投与24時間後の収縮期血圧の8週目までのベースラインからの変化であった。試験の結果、8週目までのKarXTの投与24時間後の収縮期血圧のベースラインからの平均変化は-0.59 mmHgであり、主要評価項目を達成した(FDAのガイドラインでは有意ある血圧上昇はベースラインからの変化が3mmHg以上と定義されている)。この結果はKarXTが成人統合失調症患者の持続的な血圧上昇と関連しないことを示唆している。

### 第2相臨床試験
EMERGENT-1試験
第2相臨床試験であるEMERGENT-1試験には、統合失調症の急性増悪を起こしている成人患者182人が被験者として登録された。EMERGENT-1試験では、二重盲検で無作為にKarXT群とプラセボ群に割付られ、5週間後にプラセボと比較して、陽性・陰性症状評価尺度 (PANSS)合計スコアが11.6 ポイント減少することが実証された。この研究では、効果量は 0.75 (p<0.0001)であった。全体 (20% 対 21%) および治療中に発生した有害事象 (両群 2%) による中止率は KarXT 群とプラセボ群で同様であった。EMERGENT-1試験の結果は2021年2月24日付でアメリカの学術誌「ニューイングランド・ジャーナル・オブ・メディシン」に掲載された。
EMERGENT-1試験:サブグループ解析
iPadを使った認知評価スケールCBB（Cogstate Brief Battery）のスコアがある患者125人（KarXT群:60人、プラセボ群65人）でサブグループ解析を行った。全体ではベースラインの変化は統計的有意差は見られなかった(p=0.16、d =0.20)。数値の変動性が大きく、極端な値を示す群（信頼性が低い群）を除去した場合は統計的に有意な認知機能の改善が見られた（p=0.04、d=0.31）。極端な値を示した群を除き、さらに健常群と比較して認知機能の低下が-1SD以下の群でみると統計的統計的に有意でより効果量は高まった(p<0.01、d=0.79)。また、認知機能の改善効果とPANSSの間には小さな統計的な関連性しかみられなかったため、karxtの認知機能の改善効果は抗精神病効果からほぼ独立したものと考えられた。

### 第3相臨床試験
EMERGENT-2試験、EMERGENT-3試験
- 試験デザイン

第3相臨床試験は、EMERGENT-2(n=252) 及びEMERGENT-3(n=256)試験の2試験total508人が参加した。被験者として最近入院を必要とする陽性症状の悪化があり、陽性・陰性症状評価尺度 (PANSS)合計スコアが80以上、および臨床全体的印象 - 重症度 (CGI- S) スコアが4以上の患者を組み込んだ。被験者はKarXT群またはプラセボ群に1:1で無作為に割り付けられ、KarXT群の投与量は研究の最初の2日間は1日2回、キサノメリン50mg/トロスピウム20mgで開始され、3日目から7日目に100mg /20mgまで増量され、その後、最大量とした。主要評価項目は、PANSS合計スコアのベースラインから5週目までの変化で評価した。 
- 結果

第3相臨床試験の結果は2023年12月14日付の「ランセット」に掲載された。EMERGENT-2試験では、KarXT群は5週目にプラセボ群と比較してPANSS合計スコアが9.6ポイント減少 (KarXT群が -21.2 対 プラセボ群が -11.6) し、PANSS陽性サブスケールスコアも(-6.8 対 -3.9)、PANSS陰性サブスケール スコアも(-3.4 対 -1.6)と大幅に減少した。EMERGENT-3試験でも同様の効果が観察され、PANSSとCGI-Sの両方で改善が2週目から始まり、改善は試験終了まで維持された。p値は0.0001未満、コーエンのd効果量0.60で統計的に強い有意差が見られた。忍容性も高く治療中に緊急に発生した有害事象の発生率は参加者の5%以下であった。
EMERGENT-4試験、EMERGENT-5試験
- 試験デザイン

EMERGENT-4試験、EMERGENT-5試験は長期投与試験であり、オープンラベルで52週間投与し、長期的有効性、安全性、忍容性を評価した。
EMERGENT-4試験：EMERGENT-2 または EMERGENT-3 のいずれかの試験を完了した統合失調症の成人156 名を対象とした。
EMERGENT-5試験：抗精神病薬を服用して症状が安定しており、COBENFYを服用したことのない米国の統合失調症成人566名を対象とした。
- 結果

2024年4月3日、中間解析のデータが発表され、有効性はPANSSで評価され、ベースライン (98.4) から平均 33.3 ポイント減少した。臨床全体的印象 - 重症度 (CGI- S) スコアもベースライン (5.2) から平均 1.7 ポイント変化しており、ベースラインの「著しく病気」から「中等度」または「軽度」まで改善した。安全性では、被験者の65%が体重減少し、平均2.6kgの体重減少が見られ、体重増加は4%のみであった。プロラクチンの有意な変化もみられなかった。試験全体の中止率は53％で、中止の主な理由としては、同意の撤回（19％）、治療関連の有害事象（15％）、追跡調査不能（8％）、参加者の遵守不履行などが挙げられ、先行研究と一致した。
ARISE臨床試験（KAR-012）
- 試験デザイン

既存の非定型抗精神病薬治療に十分な反応が得られていない統合失調症の成人患者を対象に、コベンフィを追加し、補助療法として評価した。主要評価項目はPANSS総スコアのベースラインからの変化。コベンフィ＋非定型抗精神病薬群：190人、プラセボ＋非定型抗精神病薬群196人、total386人で評価した。非定型抗精神病薬には、リスペリドン、パリペリドン、アリピプラゾール、ジプラシドン、ルラシドン、カリプラジンが用いられた。
- 結果

コベンフィ併用群：PANSSスコアが14.3ポイント改善、プラセボ併用群：同12.2ポイント改善、差異：2.0ポイント（p値=0.11）で統計的有意差を認めず、主要評価項目を達成できなかった。
- サブグループ解析

リスペリドンとの併用群（コベンフィ併用群：n=60、プラセボ併用群：n=69）では、PANSS合計スコアのベースラインからの変化は、それぞれ-11.3および-12.3で、むしろプラセボ群の方がわずかに改善しており、群間差は1.1ポイント、p値は0.66であった。リスペリドン以外の非定型抗精神病薬との併用群（コベンフィ併用群：n=130、プラセボ併用群：n=127）では、PANSS合計スコアのベースラインからの変化は、それぞれ-15.1および-11.7で、コベンフィ群の方がより大きく改善していた。群間差は3.4ポイントであり、p値は0.006と統計的に有意な差が示された。
補助療法としてのCobenfyの安全性および忍容性プロファイルは、これまでの単独療法試験と一致していた。

## 評価
クロルプロマジン以来70年ぶりの新しい作用機序の統合失調症治療薬であることからFDA承認後から専門家等がコメントをしている。
- FDAの神経精神科部長のティファニー・ファーキオーネは、「統合失調症の新しい選択肢になる」と評価した[36]。
- スタンフォード大学医学部の精神医学教授アラン・シャッツバーグは、「統合失調症にはアンメットメディカルニーズがあり、コベンフィは統合失調症治療の『ゲームチェンジャー』になる可能性がある」と評価した[37]。
- ニューヨーク医科大学の精神科臨床教授のレスリー・シトロムは、「従来の統合失調症治療薬の副作用に耐えられなかった患者がコベンフィから最も大きな恩恵を受ける可能性がある」とコメントした[2]。
- ネバダ大学ラスベガス校の準教授ジェレナ・クノバックは、「この薬は一部の患者にとって画期的な薬になるかもしれない」とコメントした[38]。
- 全米精神疾患連合の最高医療責任者ケン・ダックワースは「これは大きなパズルの1ピースに過ぎないが、私たちが長い間探し求めていたジグソーパズルのピースのようなものだ」とコメントした[39]。
- ネーチャーが発行する最新の研究成果をまとめたレビュー論文を掲載する雑誌「ネーチャーレビュー」では、「過去70年間にわたるドーパミン受容体をターゲットにした統合失調症治療の枠組みを超えた初めての新しい作用機序の薬剤であり、統合失調症の治療領域が初めて拡大した」と評価した[7]。
- ゴールドマン・サックスのアナリストはコベンフィがFDAから黒枠警告を受けなかったことを評価し、ブリストル・マイヤーズを買い推奨した[40]。
- アメリカの投資銀行スタイフェル（英語版）のアナリストであるポール・マテイスは、コベンフィがピーク時に売上高100億ドル（当時レート：1兆5千万円）を達成すると予測した[41]。

## 論文
- 第2相臨床試験結果：“Muscarinic Cholinergic Receptor Agonist and Peripheral Antagonist for Schizophrenia”. 2023年12月16日閲覧。New England Journal of Medicine 384 (8): 717–726. (2021-02-25)
- 第3相臨床試験結果： “fficacy and safety of the muscarinic receptor agonist KarXT (xanomeline–trospium) in schizophrenia (EMERGENT-2) in the USA: results from a randomised, double-blind, placebo-controlled, flexible-dose phase 3 trial”. 2023年12月16日閲覧。 THE LANCET Published:December 14, 2023

## プロドラッグ、LAI
2024年5月、Terran Biosciences社のCEOであるSam Clarkが、KarXTのプロドラッグである「TerXT」がまもなく第1相臨床試験に入るとコメントした。「TerXT」はKarxTよりより長い作用時間を持ち、内服薬は1日1回の投与で良く、LAI製剤も用意されている。TerXTおよびTerXT LAIは505(b)(2) 経路での申請を目指しており、505(b)(2) は、申請者が実施していない研究からの安全性と有効性のデータを含めることができるため、Terran Biosciences社はKarXTの第3相臨床試験のデータを使用する予定としている。